# Nava Republica

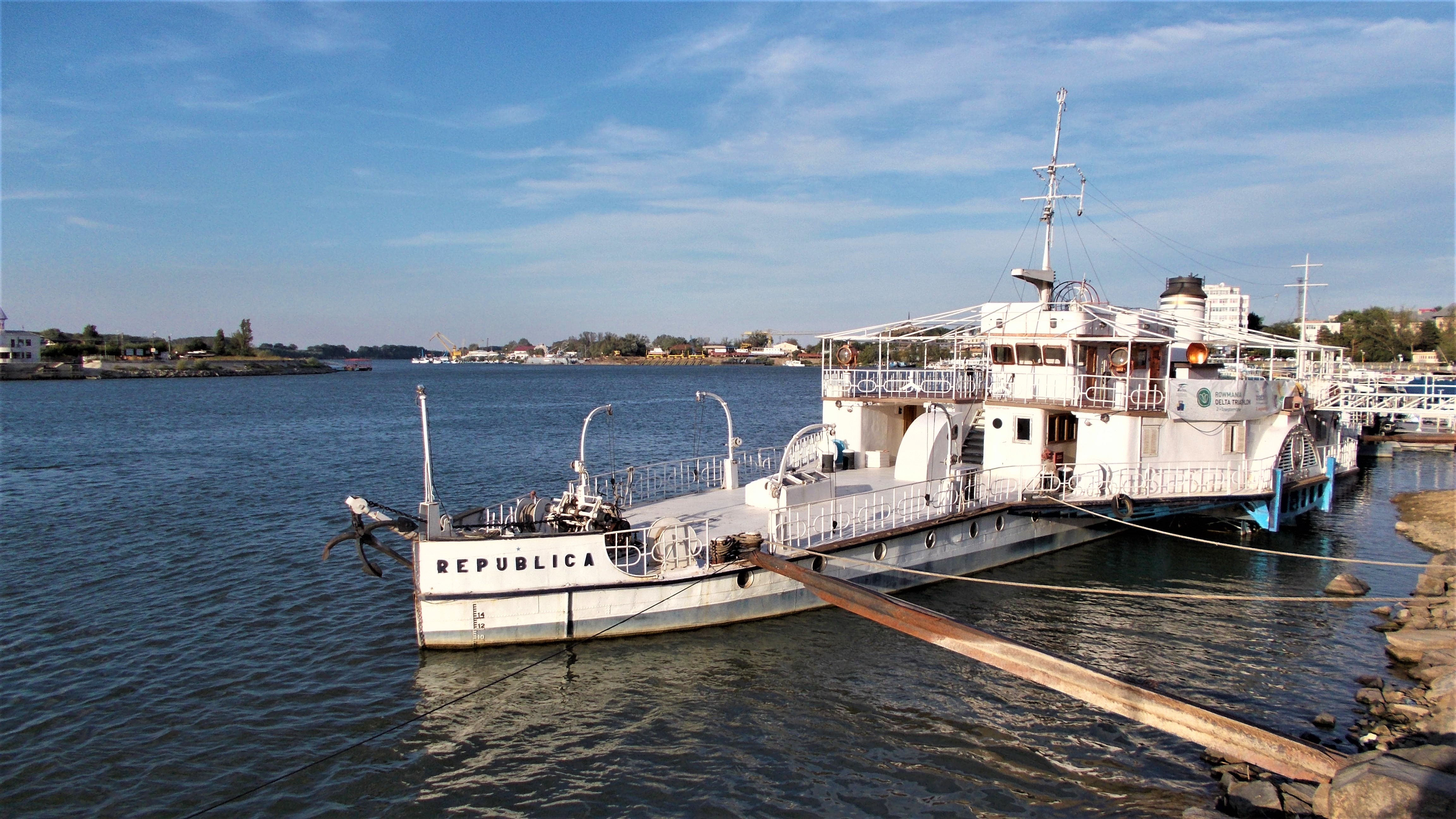
Nava Republica

Nava fluvială Republica reprezintă una din ultimele mărturii ale sistemului de navigare cu motor cu abur și singura navă cu zbaturi de război din lume.

## Istoric
Nava Republica a fost construită în anul 1903 la Șantierul naval din Linz, Austria, pentru Societatea de navigație comercială M.F.T.R. A purtat inițial denumirea de Csobanc.
În septembrie 1916, nava a fost adaptată scopurilor război în Șantierul din Altofen, aparținând societății austriece D.D.S.G., fiind armată cu tunuri, mitraliere și 30 de mine, ea funcționând în timpul Primului Război Mondial ca navă de patrulare. La 20 septembrie 1916, acționa în amonte de Orșova (km 955), iar în cursul lunilor următoare a participat la ranfluarea unor nave scufundate în zonă. 
În 1917, nava a fost dezarmată și returnată navigației civile, iar în anul următor a fost sechestrată în zona Dunării de Jos și considerată captură de război. 
La sfârșitul Primului Război Mondial, în perioada de scurtă existență a Republicii Sfaturilor din Ungaria, a primit numele de Munka.
A fost preluată de statul român în contul unor despăgubiri de război ale Austro-Ungariei și a schimbat succesiv denumirea în Arad (1919-1930), Căpitan-comandor Păun (1930-1944) și Republica (1947- prezent). 
Supraviețuitoare al celui de-Al Doilea Război Mondial, în timpul căruia a fost implicată în luptele pe Dunăre ca navă de comandament, a continuat să funcționeze ca navă de comandament a Marinei Militare Române.
La bordul navei Republica au urcat de-a lungul vremii, personalități de prim rang, cum au fost generalul Von Mackensen, comandantul frontului austro-ungar din timpul Primului Război Mondial, amiralul Wulf, comandantul Donau Flotile a Marinei Austro-Ungare, Gheorghe Gheorghiu-Dej, Nikita Sergheevici Hrușciov, amiralul sovietic Gorșcov, fondatorul flotei de război moderne a U.R.S.S. și comandantul flotei sovietice.
În anul 2003 după ce a fost modernizată la nivelul suprastructurii, nava Republica a fost cedată Consiliului Local Tulcea. După preluare, nava a fost andocată în docurile Șantierului Naval Aker din Tulcea, unde a fost supusă unui vast proces de reabilitare tehnică și lucrări de întreținere a operei vii. Mecanismele originale au fost păstrate și conservate, în special mașina cu aburi cu dublă expansiune. Modificări au fost aduse doar căldărilor, al căror sistem, inițial pe bază de cărbune, a fost modificat înlocuindu-se arzătoarele de cărbune cu arzătoare de păcură sau motorină.
Datorită faptului că multe din elementele constructive sunt originale (sistemul mecanic de acționare al zbaturilor, vinciul de ancoră, corpul navei fabricat dintr-un oțel de calitate deosebită), nava Republica se constituie într-un valoros bun cultural de importanță tehnică, aparținând patrimoniului istoric naval. Această calitate a fost recunoscută oficial în anul 2008, prin clasarea navei în patrimoniul cultural național la categoria „Tezaur”.
În data 10 iulie 2016 nava Republica a fost avariată, în urma unui incident petrecut pe Dunăre, în Portul Tulcea. Nava Sahin Kaya, sub pavilion turcesc, a ieșit de pe șenalul navigabil al brațului Tulcea al Dunării, și a presat cu pupa babord nava muzeu Republica. În urma incidentului a rezultat ruperea unei babale, ruperea legăturilor cu școndrii prova/pupa, avarierea brâului, avarierea scării de acces pe navă. 

## Caracteristici
- lungime maximă: 55,30 m;
- lățime: 7, 00 m;
- lățime maximă (cu zbaturi): 14,7 m;
- înălțime: 17 m cu catarg;
- pescaj: 1, 40 m;
- deplasament: 540 t;
- viteza: 15 km/în aval și 10 km în amonte;
- capacitate de încărcare: 67 t;
- echipaj: 8 persoane;
- număr de persoane aduse la bord în afara echipajului: 56;
  - capacitate cazare prova: 2 cabine cu 3 locuri; 2 cabine cu 4 locuri; 2 cabine cu 2 locuri;
  - punte: 2 garsoniere cu 1 loc;
  - cabine echipaj: 5 cabine cu 2 locuri în pupa;16 locuri pentru m. t.; 4 locuri la careu.
- Propulsie: mașina principală cu abur cu dublă expansiune 550 CP,
- Instalație de guvernare – manual mecanică.